# سامبيري
سامبيري هيبلدية (كوميون) في مقاطعة كونيو في منطقة بيدمونت الإيطالية، وتقع على بعد نحو 70 كيلومتر (43 ميل) جنوب غرب تورينو ونحو 35 كيلومتر (22 ميل) شمال غرب كونيو.
تقع سامبيري على حدود البلديات التالية: بروساسكو، كاستيلديلفينو، إيلفا (بيدمونت)، فراسينو، ماكرا، أونتشينو، بايسانا، سان داميانو ماكرا، سانفرونت، ستروبو.

## أنظر أيضا
- باو

## روابط خارجية
- الموقع الرسمي